# 権丈善一
権丈 善一（けんじょう よしかず、1962年3月22日 - ）は、日本の経済学者。慶應義塾大学商学部教授。福岡県出身。子ども・子育て支援金制度の提唱者。

## 学歴
- 1980年 福岡県立福岡高等学校卒業
- 1985年 慶應義塾大学商学部卒業
- 1987年 慶應義塾大学大学院商学研究科修士課程修了
- 1990年 慶應義塾大学大学院商学研究科博士課程単位取得退学
- 2002年 博士（商学）の学位を取得[10]

## 職歴
- 1989年4月 嘉悦女子短期大学専任講師
- 1990年4月 慶應義塾大学商学部助手
- 1994年4月 慶應義塾大学商学部助教授
- 1996年 ケンブリッジ大学経済学部訪問研究員（-1998年）
- 2002年4月 慶應義塾大学商学部教授
- 2002年4月 立教大学非常勤講師（-2004年3月）
- 2005年 ケンブリッジ大学ダウニングカレッジ訪問研究員
- 2006年4月 中央大学大学院非常勤講師（-2008年3月）[10]
- 2017年4月 慶應義塾大学大学院健康マネジメント研究科教授兼任

## 社会的活動
- 2006年12月 社会保障審議会 年金部会委員
- 2008年1月 社会保障国民会議委員
- 2011年10月 社会保障の教育推進に関する検討会座長
- 2012年11月 社会保障制度改革国民会議委員
- 2014年6月 社会保障制度改革推進会議委員
- 2019年4月 自由民主党政務調査会の財政再建推進本部「財政構造のあり方検討小委員会」（小渕優子委員長）および財政再建推進本部メンバー[11][12]
- 2021年11月 税制調査会委員
- 2021年11月 全世代型社会保障構築会議委員
- 2021年11月 公的価格評価検討委員会委員
- 2023年4月 こども未来戦略会議有識者構成員
- 2024年2月 高齢化社会対策大綱の策定のための検討会委員

## 受賞歴
- 2001年 義塾賞 - 『再分配政策の政治経済学――日本の社会保障と医療』
- 2004年 労働関係図書優秀賞・読売賞 - 『年金改革と積極的社会保障政策――再分配政策の政治経済学Ⅱ』

## 人物
経済学者ではあるが、研究分野は専ら年金・医療といった社会保障政策で、それにまつわる課題を得意としている。日本は現在、低負担の「小さすぎる政府」であるため、進むべき方向は高負担高福祉の「ある程度大きな政府」であると一貫して主張しており、「ヤケになって『いやもう減税だ、小さな政府だ、社会保障はなくしてしまえ』とかいうところに行ってしまうのが一番困る。」と発言している。
医師の地方への定着を図るために、入学要件を地元出身者に絞った「地元枠」を拡充するべきであると主張している。
2004年前後から始まった年金不安にまつわる報道に対し懐疑的な見方を示した（勿凝学問397）。年金や医療といった社会保障は、所得に関係なく全ての人が平等消費できるのが望ましい。それを実現するには市場ではなく政府に任せるべきであり、これによる財源不足は基本的に増税でまかなうべきと論じている。
基礎年金に投入されている国庫負担を高所得者に限って還付してもらうというクローバック制度の導入、年金目的相続税の導入などを提唱している。
現代の若者は消費税の増税に抵抗感がないと主張している。
「小泉構造改革路線に沿った社会保障改革を徹底的に批判することが重要と思い」、「小泉政権の正当な後継者は民主党政権」、「いつもながら財源問題なしの『人気とりだけ』で勝負をしようとする民主党はアタマ痛いね」、「日本の政治は世界に先駆けてポピュリズムに走っていった。」と述べポピュリズム批判を展開している。
八代尚宏、駒村康平、鈴木亘、西沢和彦、山井和則、長妻昭、大林尚(日本経済新聞記者）、高山憲之、小塩隆士、小黒一正、大竹文雄らの医療・年金論を実名で批判している。
「百年安心」という言葉を用いて年金を論じる学者や記者を「百年安心バカ」と呼ぶことを推奨している。
慶応義塾大学の期末試験において、松井彰彦が読売新聞上に発表した鈴木亘著『社会保障亡国論』に関する書評を「百年安心バカ」という指定用語を用いて論じることを要求する論述問題を出題をしている。
「（官僚が）子どもの頃から真面目に勉強してもあげくの果ては、世襲・閨閥議員の臣下、否、ムチで叩いて叩いて忠誠心を植え付けられる待遇しか待っていない」（勿凝学問73）と小泉・安倍政権を非難するなど世襲政治家に批判的であったが、その後態度を転じ小泉進次郎に接近し、「落合陽一・小泉進次郎 共同企画 平成最後の夏期講習(社会科編)」に参加、また同氏にこども保険を政策提言している。
雑誌『文學界』（2019年1月号）に掲載された、社会学者古市憲寿とメディアアーティスト落合陽一の対談における、「お金がかかっているのは終末期医療、特に最後の１カ月」との古市発言を「今、はやっているポピュリズム医療政策」と批判している。
参議院議員武見敬三と懇意であり、参議院麻生派上公会で講演、慶應義塾大学においてシンポジウムを共催するなどしている。
安倍晋三に批判的であり、「安倍内閣の嘘つき度＝安倍内閣の無告の民を見捨てる度」を発表した。安倍政権時代の経産省出身の官邸官僚たちを批判し、「財務省や厚労省の人たちは邪魔者扱い、排除されて、違う世界の人たちが官邸官僚としての地位を独占していった。いわば、ういやつとして地位を確保していた」と評価している。
マスコミの報道のあり方に対して批判的で露出を嫌い、テレビへの出演は殆ど控えている。以前は講演会や新聞・雑誌の取材も引き受けることはなかったが、最近では引き受けることが多くなった。2009年5月31日『新報道2001』に出演し年金問題について民主党の岡田克也と激論を交わした。「2008年の社会保障国民会議と2013年の社会保障制度改革国民会議という2つの国民会議に参加していました。その仕事の中の年金に関するほとんどは、政治家がしかけてくるポピュリズムとの戦いでした。」と発言している。
日本の左翼は、一度も再分配をしっかりと組み込んだ福祉国家を作ろうとした形跡がないと主張している。
2019年に起きた、いわゆる老後2000万円問題について、「金融商品を売る金融庁のアプローチ」であるとして、金融庁の報告書を「年金制度改革の努力を台なしにしかねない」と批判した。この問題の背景について、「今回の金融庁報告が炎上した理由は、老後資金を考えるうえでの公的年金保険への基本知識――『将来の給付水準は絶対的なもの、固定的なものではなく、可変的なもの、経済環境等によっても変わっていくが、自分たちの選択や努力によっても変えていけるものだという』ことが、金融庁の報告からは感じ取ることができなかったことにもあったのだと思う」と述べている。
予防医療によって医療費を抑制する政策は優生学につながるとして批判している。
2024年放送の『ABEMA Prime』（アベマプライム）において「若者は騙されたと思って年金は払っておくべき」と述べた。
海老原嗣生の『年金不安の正体』 (ちくま新書)や細野真宏の『「未納が増えると年金が破綻する」って誰が言った? ~世界一わかりやすい経済の本』 (扶桑社新書）のネタ元である。
弟子に高久玲音（一橋大学教授）がいる。ゼミ卒業生に浦川邦夫（九州大学）、宮崎雅人（埼玉大学）がいる。
三輪芳朗は権丈の「医療経済学の潮流」（2006年）を「内容がほとんど理解不能であり、その紹介・評価は不可能である」と評している。
池田信夫は「権丈善一氏は経済学界にはほとんど賛同者がいないが、厚労省やマスコミにはファンがいる。彼は多くの審議会で委員をしており、厚労省の政策を決定する大きな権限をもっている。」、「厚労省のイデオローグ」と批判している。
安藤道人（立教大学教授）は、自身のブログにおいて、「権丈氏は、ウェブサイトでは自説を常々展開しているが、このような形で東洋経済や他のメディアの記者、そして今回のように厚生労働省を使って自説を展開することが多い。それはかまわないが、できれば個人名で論文（査読論文にはならなそうなトピックなのでワーキングペーパーで）にして、しっかり論争をしてほしいものだ。そしてもっと議論が（もっとガチンコで）盛り上がってくれるといいと思う。」と指摘している。

## 家族
妻：権丈英子（けんじょう えいこ） - 1967年1月3日、秋田県生まれ。父はベンサム研究を専門とする神成嘉光（東北女子短期大学教授）。慶應義塾大学商学部卒業。慶應義塾大学大学院商学研究科博士課程単位取得退学。アムステルダム大学経済学研究科博士課程修了。Ph. D.（経済学）。東北女子短期大学専任講師、嘉悦女子短期大学専任講師、アムステルダム大学助手・研究員、亜細亜大学経済学部准教授を経て、亜細亜大学経済学部教授、副学長。中央労働委員会委員、東京都人権施策に関する専門家会議委員、社会の変革に対応した地方公務員制度の在り方に関する検討会（総務省）委員、公益財団法人 日本人事試験研究センター評議員、日本テレワーク協会アドバイザー、社会的責任に配慮した調達に係る有識者会議（東京都）委員、公益財団法人連合総合生活開発研究所評議員、ポスト・コロナ期の地方公務員のあり方に関する研究会（総務省）委員、中央最低賃金審議会〔厚生労働省〕委員、財政制度等審議会財政制度分科会〔財務省〕委員、労働政策審議会最低賃金部会〔厚生労働省〕委員、東京地方労働審議会家内労働部会委員、荒川区男女共同参画社会推進区民会議会長、日本私立学校振興・共済事業団共済運営委員会委員、仕事と生活の調和連携推進・評価部会〔内閣府〕構成員、支援金制度等の具体的設計に関する大臣懇話会〔こども家庭庁〕構成員。
2024年5月23日、第213回国会内閣委員会において自民党・公明党推薦の参考人として、子育て支援金制度について「子ども・子育て支援のため、新しい再分配制度の創設は望ましい。全世代に協力してもらい、給付を子育て世代に集中して行えば大きなプラスになる」と述べた。
労働力不足社会を「労働力希少社会」と呼ぶことや、社会保障負担率を「社会保障連帯率」と呼ぶことを提唱し、「これを社会保障連帯率と呼べば、連帯や助け合いの仕組みである意識が高まるのではないか」と指摘している。

## 著作

### 単著
- 『再分配政策の政治経済学――日本の社会保障と医療』（慶應義塾大学出版会、2001年／第二版、2005年）
- 『年金改革と積極的社会保障政策――再分配政策の政治経済学Ⅱ』（慶應義塾大学出版会、2004年／第二版 権丈英子と共著、2009年）
- 『医療年金問題の考え方――再分配政策の政治経済学Ⅲ』（慶應義塾大学出版会、2006年）
- 『医療政策は選挙で変える――再分配政策の政治経済学Ⅳ』（慶應義塾大学出版会、2007年）
- 『社会保障の政策転換――再分配政策の政治経済学Ⅴ』（慶應義塾大学出版会、2009年）
- 『医療介護の一体改革と財政――再分配政策の政治経済学VI』（慶應義塾大学出版会、2015年）[10]
- 『年金，民主主義，経済学――再分配政策の政治経済学VII』（慶應義塾大学出版会、2015年）
- 『ちょっと気になる社会保障』（勁草書房、2016年／増補版、2017年／V3、2020年）
- 『ちょっと気になる医療と介護』（勁草書房、2017年／増補版、2018年／第3版、2023年）
- 『ちょっと気になる政策思想』（勁草書房、2018年／第2版、2021年）

### 共著
- （西村周三・田中滋・遠藤久夫）『配政策の政治経済学〈2〉』
- （日本年金学会編）『人生100年時代の年金制度：歴史的考察と改革への視座』（法律文化社、2021年）
- 『もっと気になる社会保障：歴史を踏まえ未来を創る政策論』（勁草書房、2022年） - 権丈英子との共著

### 共訳
- （江見康一・二木立）V・R・フュックス『保健医療政策の将来』（勁草書房、1995年）